# Schwinkendorf
Schwinkendorf is een ortsteil van de Duitse gemeente Moltzow in de deelstaat Mecklenburg-Voor-Pommeren. Tot 1 januari 2013 was Schwinkendorf een zelfstandige gemeente.

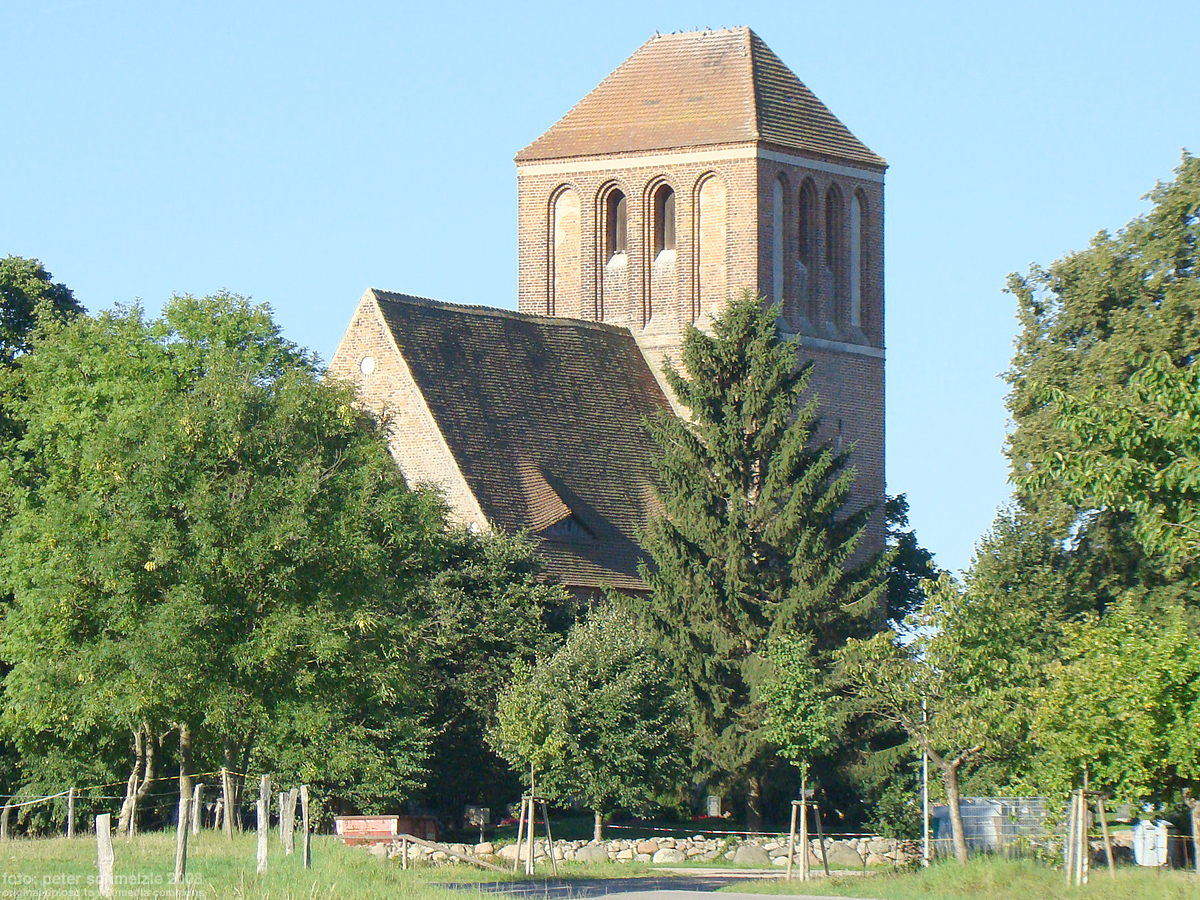
Kerk van Schwinkendorf